# Molpadia
Nella mitologia greca, Molpadia è un'Amazzone, menzionata da Pausania e Plutarco come probabile assassina di Antiope.

## Il mito
Se si accoglie la tradizione più generica sulle origini delle Amazzoni, allora Molpadia sarebbe da identificare in una delle  figlie di Ares e della ninfa Armonia e avrebbe un legame parentale con le compagne Antiope, Otrera, Ippolita e Pentesilea. Quando Teseo giunse a Temiscira e rapì la regina Antiope, Molpadia si unì alla forze schierate dall'Amazzone Orzia e marciò contro Atene per vendicare l'onta del rapimento.
Nel violento scontro che vide opposte le forze dell'eroe ateniese e l'esercito delle donne guerriere, Molpadia colpì a morte, forse volontariamente, la stessa Antiope, la quale aveva disertato le sue compagne e si era unita a Teseo perché innamorata. Quest'ultimo ne vendicò la morte, uccidendo a sua volta Molpadia. Il corpo di quest'ultima venne seppellito insieme a quello di Antiope presso il tempio della Madre Terra. In onore di Molpadia venne eretto un monumento che Pausania ricorda ancora ad Atene.